# Arnold Drygas
Arnold Drygas (ur. 17 kwietnia 1876 w Pile, zm. 14 grudnia 1906 w Afryce) – polski lekarz, specjalista chorób wewnętrznych, podróżnik, syn Antoniego Drygasa – przemysłowca i pedagoga.

## Życiorys
Jego ojcem był Antoni Drygas – nauczyciel w liceum, założyciel Polskiego Towarzystwa Przemysłowców.
Studiował medycynę m.in. w Monachium i w Berlinie. Po studiach zamieszkał w Poznaniu, gdzie pracował w Szpitalu Miejskim jako asystent na oddziale wewnętrznym. Oddelegowano go na Kujawy, gdzie walczył z epidemią tyfusu plamistego. Szczególną uwagę zwracał na higienę osobistą i zachowanie reżimu sanitarnego, co wówczas nie było powszechne.
W latach 1902–1903 pracował w klinice Ernesta Leydena w Berlinie, gdzie uczestniczył w programach badawczych i publikował prace naukowe.
Po śmierci żony rozpoczął pracę jako lekarz okrętowy na statku pływającym dookoła świata. Następnie w Indiach, wspólnie z francuskim bakteriologiem Lacoque’m, prowadził badania nad zarazkami żółtej febry, które wyjaśniły etiologię choroby oraz rolę komarów w jej rozprzestrzenianiu się.
Podczas powrotu do Polski zmarł na zapalenie płuc w Afryce.